# کت‌ادیهازا
کِت‌ادیهازا (به مجاری:  Kétegyháza) یک منطقهٔ مسکونی در مجارستان است که در ناحیه دیولا واقع شده‌است. کِت‌ادیهازا ۵۰٫۴۹ کیلومتر مربع مساحت و ۴٬۱۳۵ نفر جمعیت دارد.